# Cmentarz Kensal Green
Cmentarz Kensal Green (ang. Kensal Green Cemetery) – cmentarz w Londynie, położony w dzielnicy Kensal Green na terenie Royal Borough of Kensington and Chelsea. Został otwarty w 1833 jako własność prywatnej firmy General Cemetery Company, w której rękach pozostaje do dziś. Liczy 72 akry powierzchni. Jest najstarszym z tzw. siedmiu wspaniałych (Magnificent Seven), czyli siedmiu dużych londyńskich cmentarzy utworzonych w latach 30. i 40. XIX wieku w celu odciążenia znacznie przeładowanych cmentarzy przykościelnych. Inspiracją dla jego projektu był paryski cmentarz Père-Lachaise.

## Pochowani
Wśród osób pochowanych na Kensal Green znaleźli się m.in.

- Jerzy Hanowerski, książę Cambridge
- William Harrison Ainsworth
- Frederick Scott Archer
- Michael William Balfe
- Charles Blondin
- George Bowen
- George Bridgetower
- Louis de la Bourdonnais
- Isambard Kingdom Brunel
- Marc Isambard Brunel
- Pete Burns
- Wilkie Collins
- Erich Fried
- Thomas Hood
- Halina Korngold
- Marian Kukiel
- Alexander McDonnell
- Robert Owen
- Jacob Perkins
- Harold Pinter
- Terence Rattigan
- John McDouall Stuart
- Dwarkanath Tagore
- William Makepeace Thackeray
- Anthony Trollope
- John William Waterhouse
- Walter Clopton Wingfield
- Charles Babbage
- Robert Brown
- Alexander John Ellis
- John Gould
- William Grove

Ponadto w znajdującym się terenie cmentarza krematorium spopielone zostały ciała m.in. Freddiego Mercury’ego oraz Ingrid Bergman, jednak ich prochy nie zostały pochowane na terenie cmentarza.